# Face Up
Face Up è il quinto e ultimo album solista in studio della cantautrice pop/soul britannica Lisa Stansfield per la casa discografica BMG/Arista, pubblicato nel giugno 2001, prima del suo passaggio all'etichetta ZTT Records/Edel International.

## Descrizione
Questo disco è stato nuovamente prodotto dal marito e collaboratore della Stansfield, Ian Devaney, che aveva già prodotto i suoi due lavori precedenti, So Natural del 1993 e l'omonimo Lisa Stansfield del 1997, e che qui, come altrove, suona anche la chitarra e le tastiere, oltre a curare la programmazione. Tutti i brani di Face Up sono stati composti dagli stessi Lisa ed Ian con il fedele Richard Darbyshire, che dal 1993, all'epoca del terzo LP, ha sostituito nella band Andy Morris, con il quale la coppia aveva confezionato i primi due album. Anche Darbyshire qui suona la chitarra, oltre a partecipare ai cori. 
Fanno eccezione You Can Do That e When the Last Sun Goes Down, scritte anche da Musker, il secondo singolo estratto nel Regno Unito, 8-3-1, ritirato subito dal mercato, e Can't Wait to, una delle bonus track, entrambe composte in collaborazione con Kelly, ed infine il brano contemporary R&B Boyfriend, scritto dai soli Stansfield e Devaney.

## Successo commerciale

### Album
L'album Face Up è stato un flop pressoché completo, caso unico nella carriera della cantante: non è andato oltre il 38º posto nella classifica generale del Regno Unito, uscendo dopo due sole settimane di permanenza; 
non è entrato del tutto né negli Stati Uniti, né in Australia, riscuotendo, invece, un grande successo solo nell'Europa centrale (ha raggiunto la 19ª posizione in Svizzera, la 26ª in Austria e la 29ª in Germania), dove è rimasto in rotazione radiofonica continua per tutta la durata dell'anno di promozione. In Italia ha raggiunto la 37ª posizione.

### Singoli
Dei due singoli estratti dall'album, soltanto il primo, Let's Just Call It Love, un brano di contemporary R&B che ricorda, a tratti, le sonorità ed i ritmi del moderno jungle, è stato un successo, benché minore, raggiungendo la posizione numero 48 nella classifica dei singoli del Regno Unito e venendo, però, a rappresentare il suo peggior risultato in formato CD singolo. Non è andata molto meglio altrove, soprattutto in Italia e in Svizzera, dove, anzi, il si è fermato, rispettivamente, al 55º e all'84º posto. 
Il secondo singolo estratto avrebbe dovuto essere l'inno disco music 8-3-1 (i numeri del titolo vengono dal ritornello «8 letters, 3 words, 1 meaning/feeling», ovvero «8 lettere, 3 parole, 1 significato/sentimento», riferendosi alla frase in lingua inglese "I love you", ovvero "Ti amo", un'unità linguistica, costituita da otto lettere e tre parole), ma l'uscita è stata bloccata all'ultimo momento a causa del poco interesse del pubblico per l'artista in quel periodo.

## Accoglienza
A fronte dello scarso successo commerciale, la cantante e l'album hanno ottenuto una recensione a dir poco entusiasta da parte del critico Nigel Williamson, che descrive il lavoro traccia per traccia, sottolineando come nel corso del tempo il suo talento non sia stato messo minimamente in ombra, anche solo per breve tempo:
«Da quando è entrata nell'immaginario collettivo, nel 1989 (...), la voce soul di Lisa Stansfield è diventata (...) parte integrante della colonna sonora delle nostre vite. Ha vinto quasi ogni premio assegnato dall'industria musicale, lanciandosi in una parallela carriera di successo come attrice. Ma il suo primo album del nuovo millennio le presentava una nuova prova da superare. Con l'emergere di un'intera nuova generazione di cantanti soul giovani e brave, quali Alicia Keys e Macy Gray, c'era ancora spazio per Lisa Stansfield? Non c'era bisogno di preoccuparsi, ovviamente. (...) Face Up, pubblicato nel 2001, (...) colpisce non solo per il modo senza tempo con cui approccia il funky e il soul più classici, ma anche per la maniera avventurosa e coraggiosa in cui ha abbracciato ogni varietà del moderno R&B, rendendole completamente proprie. (...) Il brano di apertura, I've Got Something Better, è un classico soul, un po' démodé, del genere che è diventato un marchio di fabbrica tra i più riconosciuti di Lisa Stansfield. Il brano successivo, però, Let's Just Call It Love (primo singolo estratto), vede l'artista cimentarsi con i contemporanei ritmi urbani dell'R&B (a tratti, presenta degli innesti jungle appena accennati, ma che danno al pezzo quella marcia in più). La ballata mozzafiato How Could You? ha una melodia così potente che sembra quasi avere origine dalla penna del grande Burt Bacharach; invece, si tratta di un'altra composizione della collaudata coppia formata da Lisa e dal marito e collaboratore Ian Devaney, insieme autori di numerosi successi. L'intelligente Wish on Me e l'appassionata Didn't I (la canzone da lei preferita sull'album) non fanno che illustrare più a fondo la varietà emotiva di Lisa. L'inno disco music intitolato 8-3-1 (secondo e ultimo singolo estratto, ma ritirato dal mercato poco prima dell'uscita, a causa del flop commerciale dell'album) rimanda al funky anni settanta con cui Lisa è cresciuta, mentre il tenero soul della title track ricorda l'ispiratore di sempre, il leggendario Barry White. D'altro canto, Boyfriend rappresenta il tipo di contemporary R&B che avrebbero potuto registrare le Destiny's Child di Beyoncé. Infine, l'album si chiude in crescendo, con l'irresistibile funky di All over Me (già sull'edizione giapponese, aggiunta nell'edizione anglo-europea soltanto nel CD rimasterizzato del 2003 - la versione originale del 2001 si chiudeva invece con un'altra ballata, intitolata When the Last Sun Goes Down). La diversità stilistica ha rappresentato una decisione cosciente (...). Face Up è rifinito e sofisticato come abbiamo imparato ad aspettarci da Lisa Stansfield. Tuttavia, l'album ha, allo stesso tempo, una freschezza degna di nota - che, rivela lei, deriva dal fatto che gran parte delle tracce vocali sono state registrate in uno o due soli takes.»

## Tracce
Tutti i brani di Stansfield/Devaney/Darbyshire, tranne il 3º e il 13º (Stansfield/Devaney/Darbyshire/Musker), il 7º e il 15º (Stansfield/Devaney/Darbyshire/Kelly) e il 9º (Stansfield/Devaney).

### Album originale (2001)
1. I've Got Something Better – 4:24
2. Let's Just Call It Love – 4:17
3. You Can Do That – 4:30
4. How Could You? – 4:34
5. Candy – 5:05
6. I'm Coming to Get You – 3:54
7. 8-3-1 – 4:30
8. Wish on Me – 4:49
9. Boyfriend – 4:44
10. Don't Leave Now I'm in Love – 4:17
11. Didn't I – 4:51
12. Face Up – 4:52
13. When the Last Sun Goes Down – 3:57

### Bonus track sul CD rimasterizzato (2003)
1. All over Me – 5:08
2. Can't Wait to – 4:26
3. You Get Me – 5:36

## Classifiche
| Classifica (2001) | Posizione massima |
| ----------------- | ----------------- |
| Austria           | 26                |
| Francia           | 102               |
| Germania          | 29                |
| Italia            | 37                |
| Regno Unito       | 38                |
| Svizzera          | 19                |